# شوارتسنبرگ ام بومروالد
شوارتسنبرگ ام بومروالد (به آلمانی: Schwarzenberg am Böhmerwald) یک منطقهٔ مسکونی در اتریش است که در ناحیه رورباخ واقع شده‌است. شوارتسنبرگ ام بومروالد ۲۷ کیلومتر مربع مساحت دارد ۷۵۶ متر بالاتر از سطح دریا واقع شده‌است.